# João Ernesto dos Santos

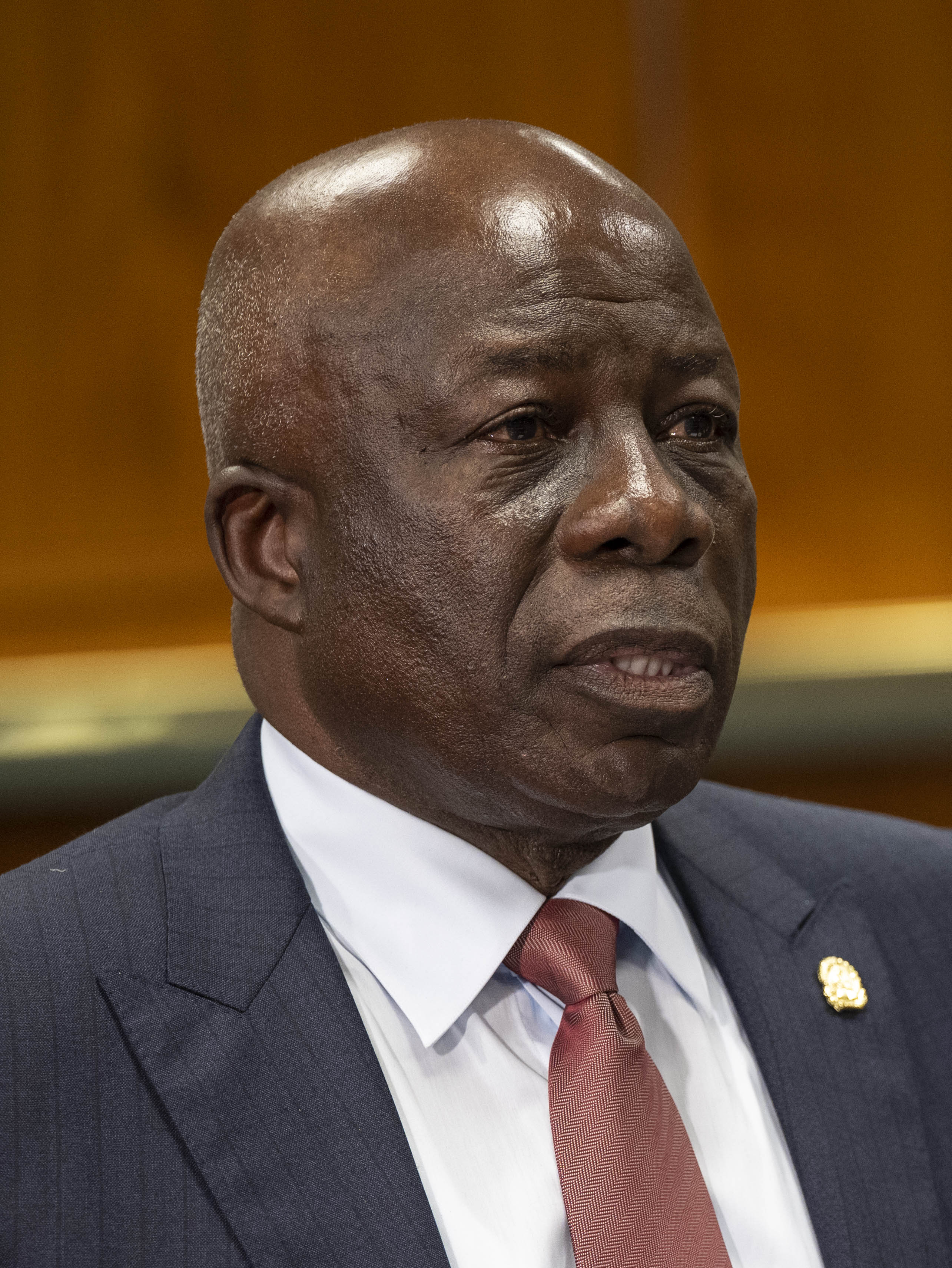
João Ernesto dos Santos (2024)

João Ernesto dos Santos (* 15. Januar 1954 in Lago Dilolo, Luacano, Provinz Moxico) ist ein angolanischer Politiker der Volksbewegung zur Befreiung Angolas MPLA (Movimento Popular de Libertação de Angola) und General der Streitkräfte FAA (Forças Armadas Angolanas), der unter anderem von 2017 bis 2020 als Minister für ehemalige Kämpfer und Veteranen des Vaterlandes war und seit 2020 Minister für Nationale Verteidigung und Veteranen des Vaterlandes ist.

## Leben

### Teilnahme am Unabhängigkeitskrieg und Parteifunktionär
João Ernesto dos Santos, Sohn von João Chinguali und von Maria Cacuhu, wurde im Januar 1967 als Dreizehnjähriger Mitglied der Volksbewegung zur Befreiung Angolas MPLA (Movimento Popular de Libertação de Angola). Er nahm früh ab 1968 als Mitglied der Volksarmee für die Befreiung Angolas (Forças Armadas Populares de Libertação de Angola), des bewaffneten Teils der MPLA, unter dem Kampfnamen „Liberdade“ am angolanischen Unabhängigkeitskrieg teil und wurde 1972 Politischer Kommissar der Zone „A“ der 4. Politisch-Militärischen Region (4ª Região Político-Militar). Er war mit der Organisation und Gewährleistung der Sicherheit des Ortes beauftragt, an dem die Unterzeichnungszeremonie zum Waffenstillstandsabkommen zwischen der MPLA und der portugiesischen Regierung im Oktober 1974 stattfand. Noch im Oktober 1974 wurde er von der Direktion der Bewegung zum Repräsentanten der FAPLA in Bulussaco ernannt, der heutigen Kommune Kamanongue in Henrique de Carvalho, dem heutigen Saurimo, Hauptstadt der Provinz Lunda Sul. Daneben wurde er Kommandeur der 2. Kolonne der FAPLA für politische Arbeit.
Nach der Unabhängigkeit der Volksrepublik Angola (República Popular de Angola) von Portugal am 11. November 1975 wurde dos Santos von der Übergangsregierung (Governo de Transição) zum Direktor der MPLA/FAPLA in der  Provinz Lunda Norte ernannt. Im Dezember 1977 wurde er auf dem 1. Kongress zum Mitglied des Zentralkomitees (ZK) der MPLA gewählt. Nachdem er zugleich zwischen 1976 und 1978 einen Kurs für hohe Offiziere in der Sowjetunion besucht hatte, wurde er nach seiner Rückkehr 1978 Mitglied des Revolutionsrates (Conselho da Revolução) sowie Politischer Kommissar des Präsidialregiments. Einige Zeit später wurde er 1978 Provinzkommissar und Koordinator des Parteikomitees der Provinz Lunda Norte und bekleidete diese Funktion bis 1982.

### Mitglied der Nationalversammlung, Provinzgouverneur und Minister
1980 wurde dos Santos für die MPLA Mitglied der Nationalversammlung (Assembleia Nacional) und gehörte dieser als Vertreter  der Landesliste (Círculo Nacional) bis 2017 an. 1981 besuchte er einen Kurs für höhere Offiziere in Huambo und wurde 1981 zum Oberstleutnant (Tenente-Coronel) befördert. Im Anschluss wurde er 1982 Koordinator der 3. politisch-militärischen Region im Osten des Landes, die die Provinzen Lunda Norte, Lunda Sul und Moxico umfasste. Daraufhin wurde er 1982 Provinzkommissar und Präsident der Volksversammlung der Provinz Huambo sowie 1983 Präsident des Regionalen Militärrates der 4. politisch-militärischen Region, die die Provinzen Huambo und Bié umfasste. 1986 übernahm er die Posten als Provinzkommissar und Präsident der Volksversammlung der Provinz Malanje und hatte diese bis 1991 inne. 1988 erfolgte seine Beförderung zum Oberst (Coronel). Daraufhin wurde er 1991 Gouverneur der Provinz Moxico und hatte dieses Amt 26 Jahre lang bis 2017 inne. Während dieser Zeit wurde er im Januar 1992 zum Generalmajor (Major-General) befördert. Zugleich war er neben seiner Funktion als Provinzgouverneur von 1993 bis 2009 auch 1. Sekretär des Parteikomitees der Provinz Moxico beziehungsweise seit 2009 Erster Sekretär der MPLA in der Provinz Moxico. Er besitzt ein Lizenziat in Politikwissenschaft  (Licenciatura em Ciências Políticas)und wurde 1997 als Armeegeneral (General do Exército) in die Reserve versetzt. Er wurde zudem auf dem IV. Parteikongress auch Mitglied des Politbüros der MPLA.
Nach den Wahlen zur Nationalversammlung am 23. bis 26. August 2017 berief der neue Präsident João Lourenço ihn als Nachfolger von Cândido Pereira dos Santos Van-Dúnem zum Minister für ehemalige Kämpfer und Veteranen des Vaterlandes (Ministro dos Antigos Combatentes e Veteranos da Pátria) in dessen Kabinett. Bei einer Kabinettsumbildung am 6. April 2020 wurde Tete António zum Außenminister und dos Santos als Nachfolger von Salviano de Jesus Sequeira zum Minister für Nationale Verteidigung (Ministro da Defesa Nacional) ernannt, wobei die beiden Ämter des Ministers für Nationale Verteidigung und des Ministers für ehemalige Kämpfer und Veteranen des Vaterlandes (Ministro da Defesa Nacional e Veteranos da Pátria) zusammengelegt wurden. Auf dem VIII. Kongress wählte das ZK der MPLA ein aus 101 Personen bestehendes Politbüro, dem er ebenfalls wieder angehört.